# Abutilon alii
Abutilon alii là một loài thực vật có hoa trong họ Cẩm quỳ. Loài này được Abedin mô tả khoa học đầu tiên năm 1975.